# Joyride (álbum)
Joyride é o terceiro álbum de estúdio da dupla sueca de pop rock Roxette. Foi lançado em 28 de março de 1991, pela gravadora EMI Music. Vendeu mais de 11 milhões de cópias em todo o mundo. O álbum rendeu os singles "Joyride", "Fading Like a Flower (Every Time You Leave)", "The Big L.", "Spending My Time" e "Church of Your Heart".
A capa do álbum foi inspirada na arte do EP dos Beatles, Magical Mystery Tour, de 1967. Uma edição do 30º aniversário do álbum foi lançada em 26 de novembro de 2021.
A banda fez uma extensa turnê para promover o disco, se apresentando para mais de 1,7 milhões de pessoas em quatro continentes durante a "Join the Joyride! Tour".

## Desempenho Comercial
Joyride foi um sucesso comercial imediato, vendendo mais de 2,2 milhões de cópias em todo o mundo em um mês de lançamento. O álbum alcançou vendas enormes em países como a Suíça (16 semanas em 1º), sendo certificado com platina 7 vezes, e Alemanha (13 semanas em 1º). No Reino Unido, alcançou a posição 2 e foi certificado como platina duas vezes por suas 700.000 unidades vendidas. Nos Estados Unidos, alcançou a posição 12 na Billboard 200, e permaneceu na parada por mais de um ano, alcançando 1.500.000 de cópias. No Canadá, foi certificado 5 vezes platina.

## Prêmios e Indicações
Em 1992, o Roxette foi nomeado para vários prêmios Grammis, o equivalente sueco do Grammy Awards. Eles também foram indicados a "Melhor Grupo Internacional" no Brit Awards de 1991. O videoclipe de "Joyride" ganhou o "International Viewer's Choice Award" no MTV Video Music Awards de 1991, e o Roxette ganhou o prêmio de "Grupo Internacional Mais Popular", no ARIA Music Awards de 1991.

## Lista de Músicas
| N.º            | Título                                        | Duração |  |
| 1.             | "Joyride"                                     | 4:24    |  |
| 2.             | "Hotblooded"                                  | 3:18    |  |
| 3.             | "Fading Like a Flower (Every Time You Leave)" | 3:52    |  |
| 4.             | "Knockin' on Every Door"                      | 3:56    |  |
| 5.             | "Spending My Time"                            | 4:36    |  |
| 6.             | "I Remember You"                              | 3:54    |  |
| 7.             | "Watercolours in the Rain"                    | 3:40    |  |
| 8.             | "The Big L."                                  | 4:26    |  |
| 9.             | "Soul Deep"                                   | 3:34    |  |
| 10.            | "(Do You Get) Excited?"                       | 4:16    |  |
| 11.            | "Church of Your Heart"                        | 3:16    |  |
| 12.            | "Small Talk"                                  | 3:53    |  |
| 13.            | "Physical Fascination"                        | 3:27    |  |
| 14.            | "Things Will Never Be the Same"               | 4:26    |  |
| 15.            | "Perfect Day"                                 | 4:05    |  |
| Duração total: | Duração total:                                | 59:02   |  |

## Créditos
- Roxette é Per Gessle e Marie Fredriksson
- Gravado no Tits & Ass Studios, Halmstad e EMI Studios, Estocolmo, Suécia
- Masterizado por Alar Suurna no Polar Studio, Estocolmo, Suécia
- Todas as canções publicadas por Jimmy Fun Music, exceto: "Hotblooded" e "Watercolors in the Rain" by Shock the Music/Jimmy Fun Music; "Soul Deep" by Happy Accident Music

Músicos
- Voz; Marie Fredriksson and Per Gessle
- Acordeon; Kjell Öhman (on "Perfect Day")
- Violão; Fredriksson (on "Watercolors in the Rain"); Jonas Isacsson
- Backing vocal; Marianne Flynner, Mia Lindgren, Staffan Öfwerman, Anne-Lie Rydé
- Baixo; Anders Herrlin
- Bateria; Per "Pelle" Alsing
- Guitarra, bandolin; Jonas Isacsson
- Piano; Fredriksson; Clarence Öfwerman

Técnica
- Engenheiro de áudio Alar Suurna, Anders Herrlin e Lennart Haglund.
- Masterização George Marino e Sterling Sound.
- Fotografia por Mattias Edwall